# 拉農加島

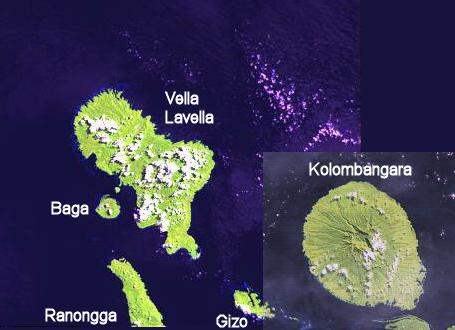
新喬治亞群島

拉農加島是太平洋所羅門群島的島嶼，長度28公里，位於辛博島（Simbo Island）東北8公里，屬於新喬治亞群島，西部省負責管轄。島上最高點海拔高度869米，居住在島上的2,500人中大部分住在島嶼東部。
2007年4月，所羅門群島發生地震，導致拉農加島海岸線往外伸延70米，珊瑚礁形成新的海灘。
8°03′43″S 156°34′05″E / 8.062°S 156.568°E